# Ріо-ен-Медіо (Нью-Мексико)
Ріо-ен-Медіо (англ. Rio en Medio) — переписна місцевість (CDP) в США, в окрузі Санта-Фе штату Нью-Мексико. Населення — 157 осіб (2020).

## Географія
Ріо-ен-Медіо розташоване за координатами 35°49′20″ пн. ш. 105°54′3″ зх. д. / 35.82222° пн. ш. 105.90083° зх. д. (35.822210, -105.900907).  За даними Бюро перепису населення США в 2010 році переписна місцевість мала площу 1,72 км², уся площа — суходіл.

## Демографія
Згідно з переписом 2010 року, у переписній місцевості мешкали 143 особи в 57 домогосподарствах у складі 35 родин. Густота населення становила 83 особи/км².  Було 61 помешкання (36/км²).
Расовий склад населення:
| - 79,0 % — білих - 0,7 % — корінних американців - 0,7 % — азіатів - 11,2 % — осіб інших рас |

До двох чи більше рас належало 8,4 %. Частка іспаномовних становила 67,1 % від усіх жителів.
За віковим діапазоном населення розподілялося таким чином: 22,4 % — особи молодші 18 років, 63,6 % — особи у віці 18—64 років, 14,0 % — особи у віці 65 років та старші. Медіана віку мешканця становила 45,5 року. На 100 осіб жіночої статі у переписній місцевості припадало 95,9 чоловіків;  на 100 жінок у віці від 18 років та старших — 88,1 чоловіків також старших 18 років.
За межею бідності перебувало 19,9 % осіб, у тому числі 0,0 % дітей у віці до 18 років та 0,0 % осіб у віці 65 років та старших.
Цивільне працевлаштоване населення становило 126 осіб. Основні галузі зайнятості: роздрібна торгівля — 26,2 %, науковці, спеціалісти, менеджери — 24,6 %, публічна адміністрація — 15,9 %, сільське господарство, лісництво, риболовля — 11,1 %.